# Brest voblast
Brest voblast (hviderussisk: Брэ́сцкая во́бласць, tr. Bresckaja vobłaść; russisk: Бре́стская о́бласть, (tr. Brestskaya Oblast) er en af Hvideruslands seks voblaster. Voblastens administrative center er placeret i byen Brest. Voblasten ligger i det vestlige Hviderusland og grænser op til de polske voivodskaber Podlasie og Lublin i vest, Rivne oblast i Ukraine i syd, Hrodna og Minsk voblast i nord og Homel voblast i øst. Brests voblast har et areal på 32.300 km², omkring 15,7% af Hvideruslands totale areal, og 1.388.513(2015) indbyggere.

## Byer i Brests voblast
Hviderussiske navne og indbyggertal i parentes
- Brest (Брэст) (335.645)
- Baranavitjy (Баранавiчы)
- Pinsk (Пінск) (137.519)
- Kobryn (Кобрын) (52,711)
- Biarosa (Бяроза)
- Ivatsevitjy (Івацэвічы)
- Luninets (Лунінец)
- Prusjany (Пружаны) (19.838)
- Ivanava (Іванава)
- Drahitjyn (Драгічын)
- Hantsavitjy (Ганцавічы)
- Mikasjevitjy (Мікашэвічы)
- Belaasjorsk (Белаазёрск)
- Sjabinka (Жабінка)
- Stolin (Сто́лін)
- Ljakhavitjy (Ляхавічы)
- Malaryta (Маларыта)
- Kamjanets (Камяне́ц)
- Davyd-Haradok (Давыд-Гарадок)
- Vysokaje (Высокае)
- Kosava (Косава)